# Seiko Matsuda Concert Tour 2018 Merry-go-round
『Seiko Matsuda Concert Tour 2018 Merry-go-round』（セイコ・マツダ・コンサート・ツアー・2018・メリーゴーラウンド）は、松田聖子のライブ・ビデオ。2018年11月14日発売。発売元はEMI Records。

## 解説
同年6月～9月に行われたコンサート・ツアーからツアー初日さいたまスーパーアリーナ公演の模様を収録したDVD及びBlu-ray Disc。
同年発売アルバム『Merry-go-round』収録楽曲を中心に披露した。
DVDは初回限定盤と通常盤の2形態で発売。Blu-ray Discも初回限定盤と通常盤の2形態で発売。

## 収録曲
1. I am dreaming, dreaming of you!!
2. Merry-go-round
3. 両手広げ 空を仰ぎ
4. 恋をしたバレリーナ
5. 永遠の愛で 変わらない愛で
6. あなたを愛してるわ
7. 薔薇のように咲いて 桜のように散って
8. Star
秘密の花園までアコースティック・コーナー
9. 螢の草原
10. 瞳はダイアモンド
11. あなたに逢いたくて〜Missing You〜
12. 赤いスイートピー
13. SWEET MEMORIES
14. モッキンバード
15. 秘密の花園
16. 新しい明日
17. 時間の国のアリス
18. Rock'n Rouge
19. 青い珊瑚礁
夏の扉までメドレー
20. ハートのイアリング
21. 渚のバルコニー
22. マイアミ午前5時
23. 未来の花嫁
24. 天国のキッス
25. チェリーブラッサム
26. 夏の扉
27. 天使のウィンク（ENCORE）
28. 20th Party（ENCORE）
29. 「ありがとう」（ENDING）
30. いくつの夜明けを数えたら（ENDING）